# برايان ارين
برايان ارين (بالإنجليزية: Brian Warren)‏ هو فنان قتال مختلط أمريكي، ولد في 5 يونيو 1974 في سان بيرناردينو في الولايات المتحدة.

## وصلات خارجية
- برايان ارين على موقع بيلاتور (الإنجليزية)
- برايان ارين على موقع شيردوغ (الإنجليزية)
- برايان ارين على موقع IMDb (الإنجليزية)
- برايان ارين على موقع IMDb (الإنجليزية)